# كريس ليستير
كريس ليستير (بالإنجليزية: Chris Lester)‏ (27 أكتوبر 1994 في المملكة المتحدة - ) هو لاعب كرة قدم بريطاني في مركز الوسط. شارك مع منتخب أيرلندا الشمالية تحت 21 سنة لكرة القدم. أما مع النوادي، فقد لعب مع بولتون واندررز وWarrington Town F.C. ‏ وChester F.C. ‏.

## وصلات خارجية
- كريس ليستير على موقع قاعدة بيانات كرة القدم.إي يو (الإنجليزية)
- كريس ليستير على موقع Soccerbase.com (لاعب) (الإنجليزية)
- كريس ليستير على موقع Soccerway.com (الإنجليزية)